# Latty
Latty és una vila dels Estats Units a l'estat d'Ohio. Segons el cens del 2000 tenia 200 habitants.

## Demografia
Segons el cens del 2000, Latty tenia 200 habitants, 77 habitatges, i 56 famílies. La densitat de població era de 286 habitants per km².
Dels 77 habitatges en un 40,3% hi vivien nens de menys de 18 anys, en un 59,7% hi vivien parelles casades, en un 6,5% dones solteres, i en un 26% no eren unitats familiars. En el 22,1% dels habitatges hi vivien persones soles el 13% de les quals corresponia a persones de 65 anys o més que vivien soles. El nombre mitjà de persones vivint en cada habitatge era de 2,6 i el nombre mitjà de persones que vivien en cada família era de 3,09.
Per edats la població es repartia de la següent manera: un 31,5% tenia menys de 18 anys, un 5% entre 18 i 24, un 28% entre 25 i 44, un 20,5% de 45 a 60 i un 15% 65 anys o més.
L'edat mediana era de 38 anys. Per cada 100 dones de 18 o més anys hi havia 90,3 homes.
La renda mediana per habitatge era de 38.125 $ i la renda mediana per família de 46.667 $. Els homes tenien una renda mediana de 38.214 $ mentre que les dones 21.250 $. La renda per capita de la població era de 17.801 $. Aproximadament el 8,3% de les famílies i el 12,6% de la població estaven per davall del llindar de pobresa.

## Poblacions properes
El següent diagrama mostra les poblacions més properes.